# 雅典地鐵2號線
雅典地鐵2號線（羅馬化：Grammi 2）是雅典地鐵的線路之一，自西北至東南橫穿雅典市區。雅典地鐵2號線開通於2000年1月28日，和雅典地鐵3號線同時開通。2013年4月6日，雅典地鐵2號線的西北方向延長工程通車。南向延長工程也在2013年7月26日通車。

## 外部連結
- Athens Metro official website